# Jaisalmer (Distrikt)
Der Distrikt Jaisalmer (Hindi जैसलमेर जिला) ist ein Distrikt im westindischen Bundesstaat Rajasthan. Verwaltungssitz ist die gleichnamige Stadt Jaisalmer.

## Bevölkerung
Die Einwohnerzahl liegt bei 669.919 (Zensus 2011), 10 Jahre zuvor waren es noch 508.247.
Das Geschlechterverhältnis liegt bei 852 Frauen auf 1000 Männer. Die Alphabetisierungsrate liegt bei 57,22 % (72,04 % bei Männern, 39,71 % bei Frauen).
74,19 % der Bevölkerung sind Anhänger des Hinduismus, 25,10 % sind Muslime.

## Verwaltungsgliederung
Der Distrikt ist in folgende Tehsils gegliedert:
- Fatehgarh
- Jaisalmer
- Pokaran

Städte vom Status einer Municipality sind:
- Jaisalmer
- Pokaran